# Геленсбург
Ге́ленсбург (англ. Helensburgh, шотл. гел. Bail'eilidh) — місто на заході Шотландії, в області Аргілл-і-Б'ют.
Населення міста становить 14 020 осіб (2006).

## Персоналії
- Нора Нілсон Грей (1882—1931) — шотландська художниця, представниця школи Глазго
- Дебора Керр (1921—2007) — британська актриса.
- Джеймс Піс (* 1963) — шотландський комрозитор